# Třída Acciaio
Třída Acciaio byla třída pobřežních ponorek italského královského námořnictva. Celkem bylo postaveno 13 jednotek této třídy. Ve službě v italském námořnictvu byly v letech 1941–1966. Účastnily bojů druhé světové války. Za války bylo devět ponorek zničeno. Jednu zajatou ponorku krátce provozovala Velká Británie a poté Francie. Další po válce získal Sovětský svaz.

## Stavba
Ponorky představovaly poslední pátou skupinu italských 600tunových pobřežních ponorek. Konstrukčně úzce vycházely z předcházející třídy Adua. Oproti ní měly menší věž a výkonnější pohonný systém. Celkem bylo pro italské námořnictvo postaveno 13 ponorek této třídy. Do jejich stavby se zapojily italské loděnice Cantieri Riuniti dell'Adriatico (CRDA) v Monfalcone, Tosi v Tarentu a OTO v Muggiano. Do služby byly přijaty v letech 1941–1942.
Jednotky třídy Acciaio:
| Jméno                   | Loděnice | Založení kýlu | Spuštěna          | Vstup do služby | Poznámky |
| ----------------------- | -------- | ------------- | ----------------- | --------------- | --- |
| Acciaio                 | OTO      | 1940          | 20. července 1941 | leden 1942      | Dne 13. července 1943 severně od Messinské úžiny potopena britskou ponorkou HMS Unruly. |
| Alabastro               | CRDA     | 1941          | 18. prosince 1941 | květen 1942     | Dne 14. září 1942 poblíž alžírského Philippeville potopena spojeneckým letectvem. |
| Argento                 | Tosi     | 1941          | 22. února 1942    | květen 1942     | Dne 3. srpna 1943 poblíž ostrova Pantelleria potopena americkým torpédoborcem USS Buck. |
| Asteria                 | CRDA     | 1940          | 25. června 1941   | listopad 1941   | Dne 17. února 1943 poblíž Bougie potopena vlastní posádkou po souboji s britskými eskortními torpédoborci HMS Easton a HMS Wheatland. |
| Avorio                  | CRDA     | 1940          | 6. září 1941      | březen 1942     | Dne 8. února 1943 poblíž Bougie potopena kanadskou korvetou HMCS Regina. |
| Bronzo                  | Tosi     | 1940          | 28. září 1941     | leden 1942      | Dne 12. července 1943 poblíž Syrakus zajata britkými minolovkami HMS Boston, HMS Cromarty, HMS Poole a HMS Seeham. Zařazena do britského námořnictva jako HMS P714. V lednu 1944 převedena námořnictvu Svobodných francouzů jako Narval. Sloužila k výcviku. Vyřazena 1948. |
| Cobalto                 | OTO      | 1940          | 20. července 1941 | leden 1942      | Dne 12. srpna 1942 severně od Bizerty taranována a potopena britským torpédoborcem HMS Ithuriel. |
| Giada                   | CRDA     | 1940          | 10. července 1941 | prosinec 1941   | V letech 1948–1950 oficiálně sloužila jako plovoucí stanice pro dobíjení baterií PV2, v letech 1951–1953 přestavěna na cvičnou ponorku. Vyřazena 1966. |
| Granito                 | CRDA     | 1940          | 7. srpna 1941     | leden 1942      | Dne 9. listopadu 1942 poblíž Sicílie potopena britskou ponorkou HMS Saracen. |
| Nichelio                | OTO      | 1941          | 12. dubna 1942    | červenec 1942   | Roku 1949 ji v rámci reparací získalo sovětské námořnictvo jako I-42. Od roku 1956 ve výcviku, vyřazena 1958. |
| Platino                 | OTO      | 1940          | 1. června 1941    | říjen 1941      | Vyřazena 1948. |
| Porfido                 | CRDA     | 1940          | 23. srpna 1941    | leden 1942      | Dne 6. prosince 1942 poblíž mysu Bon potopena britskou ponorkou HMS Tigris. |
| Volframio (ex Stronzio) | Tosi     | 1940          | 9. listopadu 1940 | únor 1942       | Dne 8. září 1943 potopena vlastní posádkou v La Spezia. Vyzvednuta Němci, neopravena a roku 1944 potopena letectvem. |

## Konstrukce

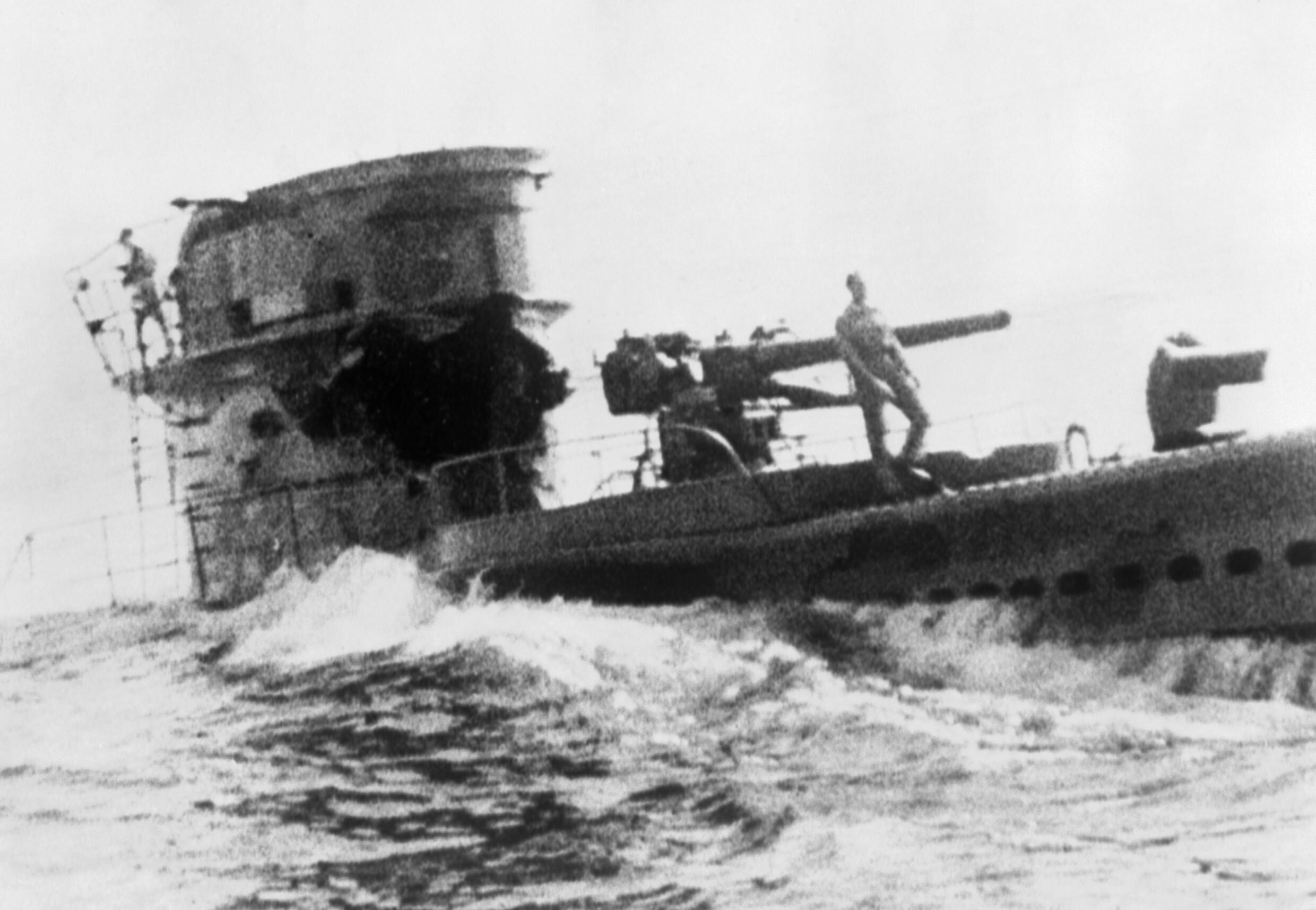
Cobalto

Nesly čtyři příďové a dva záďové 533mm torpédomety se zásobou 10 torpéd. Dále nesly jeden 100mm kanón, který doplňovaly buď dva až čtyři 13,2mm kulomety, nebo jeden až dva 20mm kanóny. Pohonný systém tvořily dva diesely Fiat o výkonu 1400 bhp a dva elektromotory CRDA o výkonu 800 bhp, pohánějící dva lodní šrouby. Nejvyšší rychlost dosahovala 14 uzlů na hladině a 7,7 uzlu pod hladinou. Dosah byl 2300 námořních mil při rychlosti 14 uzlu na hladině a 80 námořních mil při rychlosti 4 uzly pod hladinou. Operační hloubka ponoru dosahovala 80 metrů.

### Modifikace
Ponorky Argento, Bronzo a Volframio od loděnice Tosi měly výzbroj redukovánu na čtyři příďové torpédomety se zásobou osmi torpéd. Jejich pohonný systém tvořily dva diesely Tosi o výkonu 1500 bhp a dva elektromotory Ansaldo (či Marelli) o výkonu 800 bhp. Rychlost na hladině se zvýšila na 14,7 uzlu. Pod hladinou zůstala stejná.
Giada byla v letech 1951–1953 přestavěna na cvičnou ponorku. Ponorka byla vybavena radarem a sonarem. Hlavňová výzbroj byla redukována na čtyři 13,2mm kulomety, později zůstaly jen torpédomety. Výtlak dosahoval 701 t na hladině a 865 t pod hladinou. Pohonný systém tvořily dva diesely o výkonu 1350 bhp a dva elektromotory o výkonu 800 bhp. Nejvyšší rychlost dosahovala 14,7 uzlu na hladině a 7,9 uzlu pod hladinou. Posádku tvořilo 59 osob. Dosah byl 3500 námořních mil při rychlosti 14 uzlu na hladině.